# Carthamus cespitosus
Carthamus cespitosus là một loài thực vật có hoa trong họ Cúc. Loài này được (Batt.) Greuter mô tả khoa học đầu tiên năm 2003.